# 강상호 (1887년)
강상호(姜相鎬, 1887년 ~ 1957년)은 일제강점기의 사회운동가이다. 호는 백촌(栢村)이다. 1907년 경상남도 진주의 국채보상운동을 주도했고, 진주 봉양학교와 일신고등보통학교 설립에 참여하며 민족 교육운동에 참여했다. 1923년 형평사 결성에 참여했다.

## 생애
강상호는 1887년 진주 대안동의 양반 부호였던 강재순(姜在淳)과 부인 전주 이씨의 첫째 아들로 태어났다. 처음 호적부에 오른 이름은 경호(璟鎬)였으나 1916년 7월 15일에 상호(相鎬)로 이름을 바꾸었다. 동생으로 강기호(姜箕鎬), 아동문학가 강영호(姜英鎬), 화가 강신호(姜信鎬)가 있다. 유년기에 한학을 공부하였으며 공립진주보통학교, 진주공립실업학교에서 신학문을 공부했다.
1907년 진주 지역의 국채보상운동을 주도하였으며, 1914년 진주 봉양학교 설립에 참여했다. 1919년 3·1 운동 이후 진주 지역에서 3월 18일 만세 시위를 주도했다. 일제 경찰에게 검거된 강상호는 징역 6개월을 선고받고 복역했다.
강상호는 진주의 자산가로 사회 운동을 하던 이학찬(李學贊)이 백정이라는 이유로 자녀를 학교에 보내지 못하는 것을 보고, 형평 운동에 적극 동참하여 장지필 등과 함께 1923년 형평사를 결성했다. 1924년 2월의 형평사 전조선 임시총회에서 형평사의 중앙본부를 서울로 옮기지 않고 진주에 그대로 두자는 진주파를 이끌었다. 서울파와 진주파가 갈등 끝에 통합되자, 진주파의의 온건적 지도자였던 강상호는 형평 운동에서의 은퇴를 선언했다.
1927년 10월 신간회 진주지회 간사로 활동하였으며, 일신고등보통학교의 설립발기인으로 참여하였다.
강상호는 해방 후 한국전쟁을 겪으며 보도연맹 학살로부터 살아남았으나 동생 강영호를 잃었다. 강상호는 1957년 사망했으며, 진주에 그의 묘역이 있다. 2005년 대통령 표창을 수여받았다.

## 같이 보기
- 형평사 운동

## 참고 문헌
- 강상호 | 디지털 진주문화대전
- 강상호(姜相鎬) - 한국학중앙연구원